# Luis Prieto Vial
Luis Prieto Vial (23 de octubre de 1918-14 de mayo de 2007) fue un arquitecto, empresario y dirigente gremial chileno, cuarto presidente de la Cámara Chilena de la Construcción (CChC).
Sus padres eran el periodista y escritor Jenaro Prieto y Elvira Vial.
Realizó sus estudios secundarios en los Padres Franceses de Santiago y luego cursó la carrera de arquitectura en la Universidad Católica de Chile.
En esa corporación conoció a sus primeros socios con los que conformó la oficina de arquitectos Bolton, Larraín y Prieto, sociedad que diseñó las Torres de Tajamar en 1966.
Pronto vino la creación de la constructora Larraín, Prieto y Risopatrón, y en 1980 la ampliación hacia un conglomerado de seis empresas relacionadas con el rubro con el nombre de Nalac, la cual presidía.
Como miembro de la CChC fue su cuarto presidente entre 1958 y 1960. En ejercicio de su cargo, coincidió con el Gobierno del presidente Jorge Alessandri, con quien debatió sobre la conveniencia de crear un sistema de financiamiento para la vivienda, que dio origen a las asociaciones de ahorro y préstamo.
Durante el Gobierno de la Unidad Popular (1970-1973), desarrolló algunos proyectos en Ecuador, sin dejar sus actividades en Chile.
Falleció víctima de cáncer de piel.